# Helga Haugland Byfuglienová
Helga Haugland Byfuglien (* 22. června 1950 Bergen) je duchovní norské církve a do roku 2020 předsedající biskupka Norské biskupské konference. Předtím působila jako biskupka diecéze borgské. Do úřadu byla jmenována 23. září 2005 králem Haraldem V. a vysvěcena 11. prosince 2005 ve fredrikstadské katedrále. Zastává post generální tajemnice norské YMCA-YWCA. V letech 1978-1997 působila jako farářka a kaplanka v diecézi borgské.